# Excelangue et Coudlangue
Excelangue (ベロリンガ, Beroringa, dans les versions originales en japonais) et son évolution, Coudlangue (ベロベルト, Beroberto), sont deux espèces de Pokémon.
Issus de la célèbre franchise de médias créée par Satoshi Tajiri, ils apparaissent dans une collection de jeux vidéo et de cartes, dans une série d'animation, plusieurs films, et d'autres produits dérivés, ils sont imaginés par l'équipe de Game Freak et dessinés par Ken Sugimori. Alors qu'Excelangue fait sa première apparition au Japon en 1996, dans les jeux vidéo Pokémon Vert et Pokémon Rouge et appartient donc à la première génération de Pokémon, Coudlangue n'a été créé qu'avec la quatrième comme l'évolution d'Excelangue. Ils sont tous les deux du type normal et occupent les 108e et 463e emplacements du Pokédex national, l'encyclopédie qui recense les différentes espèces de Pokémon.

## Création
La franchise Pokémon, développée par Game Freak pour Nintendo et introduite au Japon en 1996, tourne autour du concept de capture et d'entraînement de 150 espèces de créatures appelées Pokémon, afin de les utiliser pour combattre des Pokémon sauvages et ceux d'autres dresseurs Pokémon, qu'il s'agisse de personnages non-joueurs ou d'autres joueurs humains. La puissance des Pokémon au combat est déterminée par leurs statistiques d'attaque, de défense et de vitesse et ils peuvent apprendre de nouvelles capacités en accumulant des points d'expérience ou si leur dresseur leur donne certains objets.

### Conception graphique
La conception d'Excelangue est le fait, comme pour la plupart des Pokémon, de l'équipe chargée du développement des personnages au sein du studio Game Freak. Leur apparence est finalisée par Ken Sugimori pour la première génération des jeux Pokémon, Pokémon Rouge et Pokémon Vert, sortis à l'extérieur du Japon sous les titres de Pokémon Rouge et Pokémon Bleu,. Coudlangue appartient à la quatrième génération de Pokémon et apparait pour la première fois dans les versions diamant et perle.

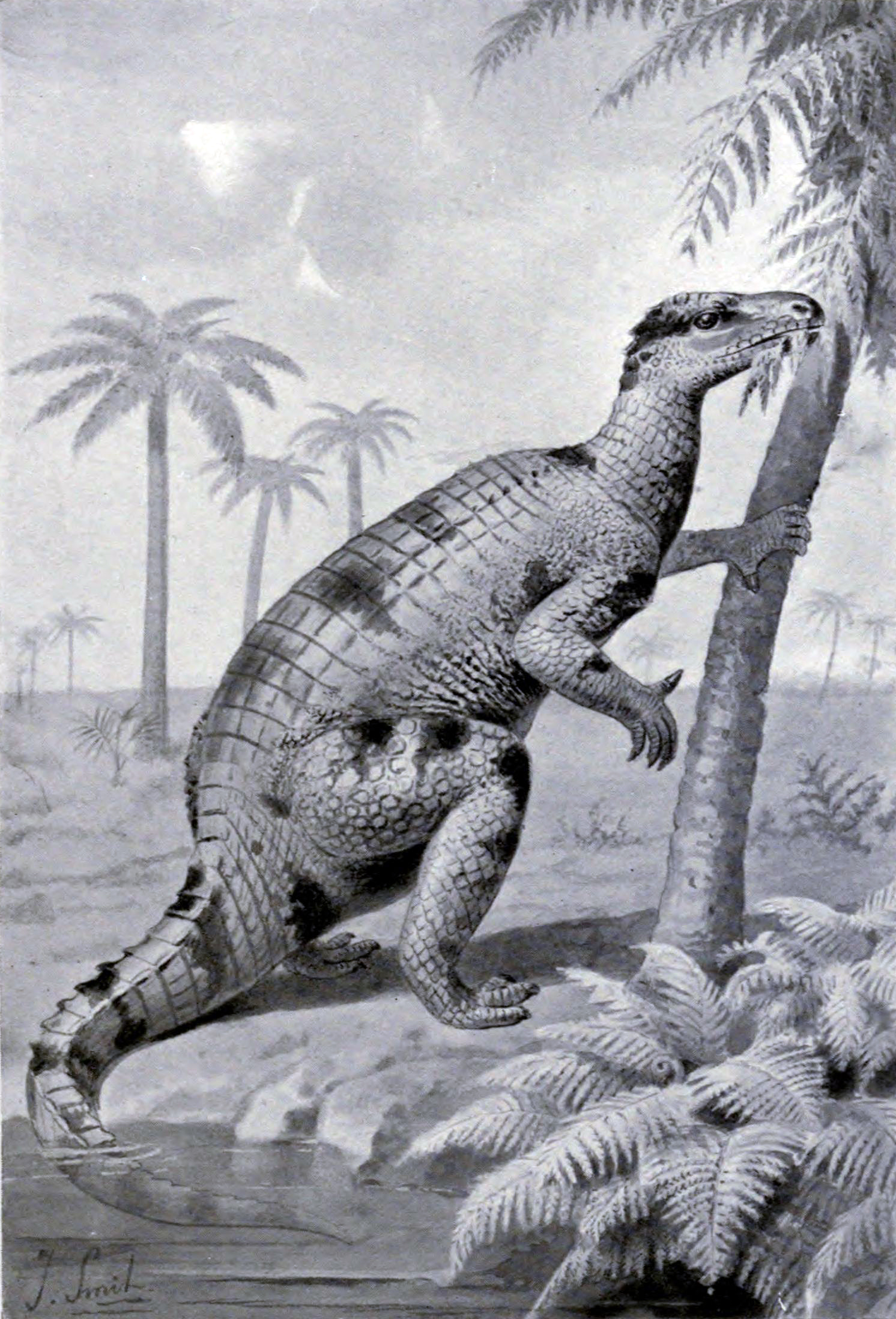
LIguanodon a pu inspirer les graphistes.

Nintendo et Game Freak n'ont pas évoqué les sources d'inspiration de ces Pokémon. Selon les fans, l'apparence d'Excelangue pourrait venir d'une sorte de lézard à cause de sa longue langue. Il partage surtout de nombreux point commun avec l'Iguanodon. Ayant une apparence proche de sa pré-évolution, Coudlangue a pu être inspiré des mêmes idées.

### Étymologie
Excelangue et Coudlangue sont initialement nommés Beroringa (ベロリンガ) et Beroberto (ベロベルト, Beroberuto) en japonais. Ces noms sont ensuite adaptés dans trois langues lors de la parution des jeux en Occident : anglais, français et allemand ; le nom anglais est utilisé dans les autres traductions du jeu.
Nintendo choisit de donner aux espèces Pokémon des noms « astucieux et descriptifs », liés à l'apparence ou aux pouvoirs des créatures, lors de la traduction du jeu ; il s'agit d'un moyen de rendre les personnages plus compréhensibles pour les enfants, notamment américains. Beroringa devient « Lickitung » en anglais, « Schlurp » en allemand et « Excelangue » en français, et Beroberto s'appelle « Lickilicky » en anglais, « Schlurplek » en allemand et « Coudlangue » en français. Selon IGN, Lickitung est un mot-valise de « lick » (lécher en français) et de « tongue » (langue), écrit « tung », et devait s'appeler à l'origine « Tonguetyd ». Les noms français, selon Pokébip, sont, respectivement, un mot-valise composé d'« excellent » et de « langue », et de la contraction du terme « coup de langue » .

## Description
Ces deux Pokémon sont l'évolution l'un de l'autre : Excelangue évolue en Coudlangue. Dans les jeux vidéo, cette évolution survient lorsqu'Excelangue apprend l'attaque Roulade et monte d'un niveau,.
Comme pratiquement tous les Pokémon, ils ne peuvent pas parler : lors de leurs apparitions dans les jeux vidéo tout comme dans la série d'animation, ils ne peuvent pas parler et ne sont seulement capables de communiquer verbalement en répétant les syllabes de leur nom d'espèce en utilisant différents accents, différentes tonalités, et en rajoutant du langage corporel.

### Excelangue
Comme son nom l'indique, la caractéristique de ce Pokémon est d'avoir une langue énorme. Celle-ci est vitale pour lui puisqu'il s'en sert tout le temps, autant pour se battre, que pour se nourrir, ou encore attraper certaines choses. Sa salive est si gluante qu'elle pourrait coller n'importe qui et n'importe quoi.

### Coudlangue
Coudlangue est un Pokémon de type normal et est issu de la quatrième génération. Il est l'évolution d'Excelangue après qu'il a appris la capacité roulade. Il a un corps globalement rose foncé et des rayures jaunes. Il a, en dessous de son cou, une partie blanche et a de petits yeux noirs. Il a une longue langue extensible qu'il utilise pour toucher tout ce qu'il voit. De plus, sa bave est anesthésiante.

## Apparitions

### Jeux vidéo
Excelangue et Coudlangue apparaissent dans la série de jeux vidéo Pokémon. D'abord en japonais, puis traduits en plusieurs autres langues, ces jeux ont été vendus à plus de 200 millions d'exemplaires à travers le monde. Excelangue fait sa première apparition le 27 février 1996, dans les jeux japonais Pocket Monsters Aka (ポケットモンスター 赤, Poketto Monsutā Aka, Pocket Monsters Rouge) et Pocket Monsters Midori (ポケットモンスター 緑, Poketto Monsutā Midori, Pocket Monsters Vert) (remplacé dans les autres pays par la version Bleue). Depuis la première édition de ces jeux, Excelangue est réapparu dans les versions jaune, or, argent, cristal, diamant, perle et platine. Coudlangue fait sa première apparition le 28 septembre 2006 dans les jeux japonais Pocket Monsters Daiyamondo (ポケットモンスター ダイヤモンド, Poketto Monsutā Daiyamondo, Pocket Monsters Diamant) et Pocket Monsters Pāru (ポケットモンスター パール, Poketto Monsutā Pāru, Pocket Monsters Perle). Mis à part aux trois premières générations, où il n'était pas créé, il apparait dans les mêmes versions que son évolution.
Il est possible d'avoir un œuf d'Excelangue en faisant se reproduire deux Pokémon dont au moins un Excelangue ou un Coudlangue femelle. Cet œuf éclot après 5 120 pas, et un Excelangue de niveau 5 en sort. Excelangue et Coudlangue appartiennent au groupe d'œuf monstre et ont comme capacités « Tempo perso », « Benêt » et « Ciel gris ».

### Série télévisée et films
La série télévisée Pokémon ainsi que les films sont des aventures séparées de la plupart des autres versions de Pokémon et mettent en scène Sacha en tant que personnage principal. Sacha et ses compagnons voyagent à travers le monde Pokémon en combattant d'autres dresseurs Pokémon. Jessie capture un Exelangue dans la première saison à l'épisode La Guerre des princesses. Par la suite, elle l'échange par erreur contre un Qulbutoké à l'épisode Échanges et Mélanges.